# 天津水系
由于天津水源丰富，自然与水有着不解之缘。天津有很多地名都带有水字旁，其中以“沽”字最为常见。所以，天津又被称为“沽”。

沽被作为地名，始于汉朝。传说，汉朝有税官在天津地区收税，暴征暴敛，引起民愤。一日盐官患病，痛不欲生，请医师来治。医师自称为“古水之神”，说他得罪了古水，所以上天让他患此病，以示惩戒。因为古水为沽，所以盐官为了讨好神灵，免除以“沽”字命名地区的税收。这使得天津地区大量出现带有“沽”字的地名。

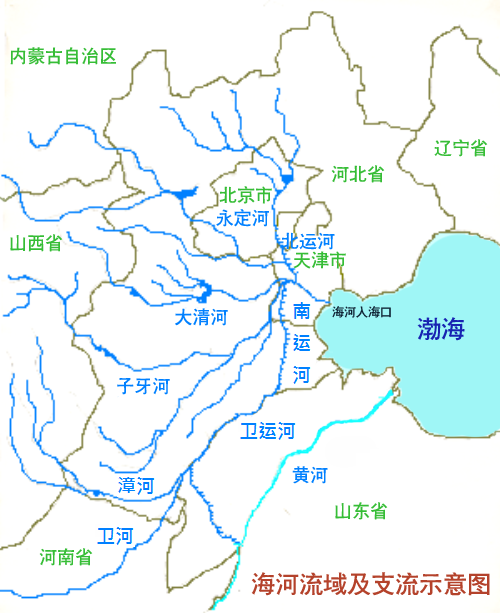
海河五大支流在天津汇合

天津号称有七十二沽，它们是：
- 天津二十一沽：

| 丁字沽 | 西沽   | 东沽   | 三汊沽 | 小直沽 |
| 大直沽 | 贾家沽 | 邢家沽 | 咸水沽 | 葛沽   |
| 元沽   | 草头沽 | 桃源沽 | 盘沽   | 四里沽 |
| 邓善沽 | 郝家沽 | 东泥沽 | 中泥沽 | 西泥沽 |
| 大沽   |        |        |        |        |

- 宝坻二十九沽：

| 翦子沽   | 南寨沽   | 五道沽 | 小塔沽 | 又小塔沽 |
| 王家沽   | 曹家沽   | 葫芦沽 | 青稗沽 | 于家沽   |
| 梁家沽   | 豹子沽   | 西鲁沽 | 东鲁沽 | 菱角沽   |
| 矼石沽   | 塔沽     | 半截沽 | 大淀沽 | 玛瑙沽   |
| 大骆里沽 | 小骆里沽 | 大沽   | 滩沽   | 北李子沽 |
| 南李子沽 | 八道沽   | 傍道沽 | 西壮沽 |          |

- 宁河二十二沽：

| 齐家沽 | 南沽     | 江石沽 | 大麦沽 | 傍道沽 |
| 捷道沽 | 麦子沽   | 东槐沽 | 中兴沽 | 北涧沽 |
| 盘沽   | 南涧沽   | 钩楼沽 | 汉沽   | 马杓沽 |
| 李家沽 | 又李家沽 | 蛏头沽 | 宁车沽 | 塘儿沽 |
| 田家沽 | 丰家沽   |        |        |        |

## 三岔河口
- 三岔河口指南运河、北运河、海河交汇的地方。海河是南北运河的分界线，北运河接河北省香河县，南运河接河北省青县。天津最早的村落就在三岔口。这里也是南方北上漕运的终点。
- 古代时，这里水路发达，潞水、御河在此河流，并向东流入渤海。

## 五河汇聚
- 有五条河流注入海河，他们是南运河、北运河、大清河、子牙河、永定河。这五条河在三岔口汇入海河，流向渤海。

## 九河下梢
- 九河下梢是指河北省保定市安新县白洋淀的九条河流。他们是唐河、孝义河、潴龙河、府河、瀑河、漕河、萍河、金线河、白沟引河。保定离天津很近，而且这九条河汇聚的水终究要通过海河而流向渤海，所以天津被称为九河下梢。

## 市内河流
- 市内主要河流包括：子牙河、月牙河、海河、北运河、南运河、卫津河、津河、新开河。

## 其他河流
- 天津人以前喝滦河的水，滦河源头在内蒙古赤峰市乌兰布统乡，经河北省流入天津，并注入海河。

## 内部连接
- 天津市
- 中國河流列表